# Alister Hardy
Pour les articles homonymes, voir Hardy.
Sir Alister Clavering Hardy (1896 - 1985) est un biologiste marin, spécialiste du zooplancton et des écosystèmes marins anglais. Il fonde l'Unité de recherche sur l'expérience religieuse en 1969, après sa retraite comme professeur à l'université d'Oxford.

## Biographie
Hardy naît le 10 février 1896 à Nottingham, et meurt le 22 mai 1985 à Oxford.

### Biologie et zoologie
Alister Hardy est le zoologiste du voyage d'exploration du RRS Discovery vers l'Antarctique entre 1925 et 1927, dans le cadre des Discovery Investigations (en). En étudiant le zooplancton et sa relation avec les prédateurs, il est devenu expert des mammifères marins tels que les cétacés. Alors à bord du Discovery, il conçoit et construit plus tard un mécanisme appelé Continuous Plankton Recorder (en) ou CPR. Le CPR recueille des échantillons de plancton et les stocke sur une bande de soie mobile, et les conserve dans du formol. Ses recherches pionnières dans la distribution du plancton et son abondance est soutenue par la Sir Alister Hardy Foundation for Ocean Science (SAHFOS).
Hardy est le premier professeur de zoologie à l'université de Hull de 1928 à 1942. En 1942, il est nommé professeur d'histoire naturelle à l'université d'Aberdeen, où il reste jusqu'en 1946, année où il prend la chaire Linacre de zoologie à Oxford, un poste qu'il occupe jusqu'en 1961. En 1940, Hardy est nommé fellow de la Royal Society. Il est anobli en 1957.
En 1930, en lisant le Man's Place among the Mammals de Wood Jones, qui traitait de la question de savoir pourquoi les humains, contrairement à tous les autres mammifères terrestres, avait de la graisse attachée à leur peau, Hardy se rend compte que ce trait rappelle la graisse des mammifères marins, et commence à soupçonner que les humains aient eu des ancêtres peut-être plus aquatiques qu'on ne l'imaginait auparavant. Craignant le contrecoup d'une telle idée radicalement différente, il garde cette hypothèse secrète jusqu'en 1960, quand il parle puis écrivit plus tard sur le sujet, qui deviendra la « théorie du primate aquatique » dans les milieux universitaires.

### Étude de la religion
Depuis son enfance à la Oundle School, Hardy a un intérêt pour les phénomènes spirituels, mais conscient que ses intérêts sont susceptibles d'être considérés comme non orthodoxes dans la communauté scientifique, il garde globalement ses opinions pour lui jusqu'à son départ en retraite d'Oxford. Pendant les séances académiques de 1963-1964 et 1964-1965, il donne les Gifford Lectures à l'université d'Aberdeen sur l'évolution de la religion, publié plus tard sous les noms de The Living Stream et The Divine Flame. Ces cours marquent son retour à ses intérêts religieux. En 1969, il fonde l'unité de recherche sur l'expérience religieuse au Harris Manchester College. L'unité commence ses travaux en compilant une base de données d'expériences religieuses et continue d'enquêter sur la nature et la fonction de l'expérience spirituelle et religieuse à l'université du pays de Galles.
L'approche biologique de Hardy des racines de la religion est actuellement partagée par quelques autres chercheurs (comme Scott Atran ou Pascal Boyer), mais contrairement à eux Hardy ne voulait pas être réductionniste, en voyant la conscience religieuse comme ayant évolué en réponse à une véritable dimension de la réalité. Pour avoir fondé l'unité de recherche sur l'expérience religieuse, Hardy reçoit le Prix Templeton peu avant sa mort en 1985.